# Dörrien
Dörrien (også Dorry, Dörry og i Danmark: Dorrien) er en tysk borgerslægt, hvoraf en dansk gren blev adlet i både Tyskland og Danmark.
Slægten stammer fra Niedersachsen, og det vides, at navnet dukker op i historien i Hildesheim og Alfeld ved midten af 1400-tallet. I 1468 nævnes en borgmester, en kæmmerer og otte rådsherrer med navnet Dorry. I 1569 indvandrede Jacob Dorry fra Alfeld i Hildesheim. I løbet af 1500-tallet spillede familien en vigtig rolle i Hildesheim, hvor Hans Dorry sammen med 121 andre borgere i 1532 blev jaget ud af byen, idet de var gået over til den lutherske tro. Måske er han udvandret til Alfeld, hvor en Hans Dorry nævnes som borger i samme år. I 1542 nævnes jævntligt en Heinrich (Dorringh, Dorrien, Dorryen) i Hildesheims byråd. 1559 blev denne Heinrich borgmester i byen.
Nogle senere medlemmer bosatte sig i 1600-tallet i England, hvilket har givet anledning til den misforståelse, at slægten skulle være engelsk.

## Dorrien/von Dorrien
Købmand i Hamborg Johan Ludvig Dorrien (1708-1754) og hustru født Matthiesen var forældre til Liebert Hieronymus Dorrien (1742-1814) og Johan Dorrien (1746-1813), som begge gik i dansk militær tjeneste og blev generaler. Ved adelsbrev af 15. april 1776 blev såvel Johan Dorrien som hans ældre broder, Liebert Hieronymus, af kejser Joseph II optaget i den tyske rigsadel.
Liebert Hieronymus Dorrien var gift med Margrethe Cathrine f. Adrian (døbt 11. november 1744 i Sankt Petri Kirke – 18. juni 1795 i Ribe, gift 1. gang med Christian Gormsen Biering) og efterlod sig af dette ægteskab 3 ugifte døtre.
Johan Dorrien var gift med Sophie Amalie "Malchen" f. Stemann (23. maj 1765 – 26. marts 1854), datter af gehejmestatsminister, gehejmeråd m.m. Christian Ludvig von Stemann og første hustru, Augusta Elisabeth f. Müller. Han efterlod sig 7 børn, af hvilke en af sønnerne, Liebert Hieronymus, ved patent af 24. august 1845 optoges for sig og efterkommere i den danske adelstand. En anden søn, Johan Ludvig Dorrien (1787-1807), var livjæger og faldt 19. oktober 1807 under udfaldet i Classens Have, mens en tredje, Christian Ludvig Dorrien (1793-1847), blev dansk ritmester. En datter, Antoinette Magdalene Dorrien (død 14. januar 1862), blev gift med admiral Cornelius Wleugel (1764-1833).
Liebert Hieronymus von Dorrien (1796-1858) havde to døtre og fem sønner: Anton Nikolaus von Dorrien (1826-1849), Hedevig Christiane Luise von Dorrien (1828-1891), Johann von Dorrien (1830-1869), Sophus von Dorrien (1832-1907), Sophia Amalia von Dorrien (1835-1877), Carl Liebert von Dorrien (1838-1872), Christian Otto Michael von Dorrien (1839-1902), men da ingen af sønnerne forblev i Danmark, regnes slægten for uddød her i landet. Den blomstrer stadig i Tyskland og Sverige.